# Weelde
Weelde – dzielnica (deelgemeente) gminy Ravels w Belgii, w Regionie Flamandzkim, w prowincji Antwerpia, w okręgu Turnhout. 1 stycznia 2020 roku liczyła 4886 mieszkańców. Do 31 grudnia 1976 samodzielna gmina.

## Demografia
Liczba mieszkańców, stan na 1 stycznia:
| Rok                | 1900 | 1930 | 2020 |
| ------------------ | ---- | ---- | ---- |
| Liczba mieszkańców | 1189 | 1742 | 4886 |